# Concerto per viola (Walton)
Il concerto per viola e orchestra di William Walton, composto nel 1929, è uno tra i principali concerti per viola della scuola inglese. Riporta la dedica to Christabel (a Christabel McLaren, Lady Aberconway), tuttavia la musica fu composta per Lionel Tertis, il più influente violista britannico dell'epoca. Tertis declinò tuttavia l'invito a tenere la prima esecuzione, che venne invece eseguita da Paul Hindemith, riscuotendo grande successo e proiettando Walton tra i più significativi compositori britannici dell'epoca: sul Manchester Guardian, Eric Blom scrisse "questo giovane compositore è un genio nato", sostenendo di esser tentato di considerare il suo concerto per viola come il miglior lavoro musicale dell'epoca recente.
La collaborazione tra Walton e Hindemith portò ad una solida amicizia tra i due, che sarebbe durata fino alla morte del secondo, nel 1963. Nel 1932, in occasione di una esecuzione del concerto tenuta da Tertis al Three Choirs Festival a Worcester avvenne l'unico incontro tra Walton e Elgar, compositore che ammirava molto e che tuttavia non condivideva l'entusiasmo per il concerto di Walton.

## Composizione
Il concerto, modellato sul concerto per violino n. 1 di Prokof'ev, segue la usuale struttura in tre movimenti:
1. Andante comodo
2. Vivo, con molto preciso [sic]
3. Allegro moderato

Walton ha composto l'opera per Tertis, su indicazione del noto direttore sir Thomas Beecham. Tertis, che sarebbe stato dedicatario di un gran numero di composizioni per viola sola, era prima viola nell'orchestra di Beecham, il quale tuttavia non aveva mai sentito composizioni di Walton. Nel dicembre 1928 Walton scrisse che stava "lavorando duramente" sul concerto, e nel febbraio dell'anno successivo aveva completato il secondo movimento. Scrisse che considerava il concerto come la composizione potenzialmente migliore da lui scritta fino a quel momento, e che ciò sarebbe dipeso da come sarebbe riuscito il terzo movimento. La composizione è stata completata a metà del 1929.

## Prima e successive esecuzioni
Quando Tertis ricevette il manoscritto della composizione si rifiutò di eseguire il concerto, giudicandolo troppo moderno per il suo gusto. Scrisse in seguito nella sua autobiografia:
(Lionel Tertis)
Walton era tanto dispiaciuto per il rifiuto di Tertis che valutò la possibilità di riarrangiare la composizione per violino e orchestra. Edward Clark, presentatore e redattore dei programmi della BBC, suggerì di chiedere la collaborazione di Hindemith come solista al posto di Tertis; anche Tertis sostenne di avere indicato Hindemith come possibile sostituto, ma Walton conferma di aver avuto l'idea da Clark. Hindemith non aveva una tecnica immacolata ma suonò con molto carattere, grande suono e intensa emotività. Walton scrisse in seguito che "[Hindemith's] technique was marvelous, but he was rough—no nonsense about it. He just stood up and played."
Walton era inizialmente riluttante a invitare Hindemith per eseguire la prima, in quanto sentiva di aver modellato la musica in maniera molto aderente allo stile di Tertis, ma grazie all'intermediazione di Clark l'invito è stato accettato e la prima ha riscosso grande successo. È stata inoltre l'unica occasione nella quale Hindemith ha eseguito musica di Walton: quando sarebbe tornato in Gran Bretagna nell'anno successivo, sarebbe stato per eseguire il suo stesso concerto.
Il lavoro di Walton in collaborazione con Hindemith per la preparazione della prima vide la nascita di una solida amicizia fra i due compositori, che sarebbe durata fino alla morte del tedesco, nel 1963. Poco prima della sua morte Walton compose delle variazioni su un tema del concerto per violoncello di Hindemith, contenente anche riferimenti all'opera Mathis der Maler, che piacquero molto al compositore tedesco.
La prima si tenne il 3 ottobre 1929, con la Henry Wood Symphony Orchestra (un'orchestra improvvisata e formata principalmente da donne) diretta dallo stesso Walton, in occasione dei Proms alla Queen's Hall. Tertis assistette alla prima e realizzò di aver fatto un errore a rifiutarsi di eseguire il concerto.
La prima registrazione è stata incisa da Frederick Riddle il 6 dicembre 1937, con Walton direttore. Riddle era stato raccomandato da Tertis, ed effettuò anche alcune revisioni, approvate dal compositore. Walton diresse numerose volte il concerto con solisti di primo piano, ma quella di Riddle era l'interpretazione che apprezzava maggiormente, al punto che gli chiese di inviare il suo manoscritto alla Oxford University Press, facendo diventare la sua revisione l'edizione ufficiale fino al 1961.
William Primrose eseguì il concerto per la prima volta il 27 febbraio 1936, sotto la direzione di sir Thomas Beecham. Per l'occasione Primrose riscrisse alcuni passaggi in tutti e tre i movimenti, apparentemente con il benestare dell'autore, ed eseguì sempre in concerto la sua revisione, le cui modifiche tuttavia non vennero mai integrate nella seconda edizione a stampa del 1964, e il compositore confermò in seguito che preferiva la propria versione a quella di Primrose.
Molti grandi violisti hanno inciso il concerto, come Jurij Bašmet, Nobuko Imai, Paul Neubauer, e anche alcuni grandi violinisti, tra i quali Nigel Kennedy, Maxim Vengerov e Yehudi Menuhin.

## Revisione dell'orchestrazione
Nel 1961 Walton ha rivisto l'orchestrazione del concerto. La prima esecuzione della seconda revisione si è tenuta il 18 gennaio del 1962 con John Coulling alla viola, accompagnato dalla London Philharmonic Orchestra diretta da Malcolm Sargent.
La prima edizione prevedeva nell'organico orchestrale due flauti, ottavino, due oboi, corno inglese, due clarinetti clarinetto basso, due fagotti, controfagotto, quattro corni, tre trombe, tre tromboni, tuba, timpani e archi. La seconda revisione era invece orchestrata per due flauti (il secondo anche ottavino), oboe, corno inglese, due clarinetti (il secondo anche clarinetto basso), due fagotti, quattro corni, due trombe, tre tromboni, timpani, arpa e archi.
Walton non ritirò la prima edizione, ma espresse di preferire la seconda revisione, che è quella tipicamente eseguita, anche se non mancano le registrazioni della prima edizione, incisa ad esempio da Lawrence Power.